# Mikroregion Catu

Mikroregion Catu

Mikroregion Catu – mikroregion w brazylijskim stanie Bahia należący do mezoregionu Metropolitana de Salvador. Ma powierzchnię 2.893,92300 km²

## Gminy
- Amélia Rodrigues
- Catu
- Itanagra
- Mata de São João
- Pojuca
- São Sebastião do Passé
- Terra Nova